# Gangsta
Gangsta (zapis stylizowany: GANGSTA.) – manga autorstwa Kohske, publikowana na łamach magazynu „Gekkan Comic @BUNCH” wydawnictwa Shinchōsha od marca 2011. Na jej podstawie studio Manglobe wyprodukowało serial anime, który był emitowany od lipca do września 2015.
W Polsce manga ukazuje się nakładem wydawnictwa Waneko.

## Fabuła
Akcja rozgrywa się w Ergastulum, mieście pełnym, przestępców, prostytutek i skorumpowanych policjantów. Worick Arcangelo i Nicholas Brown to dwoje najemnych gangsterów, którzy podejmują się prac zlecanych zarówno przez mafię, jak i przez policję, ponieważ są jedynymi, którzy zawsze stają na wysokości zadania, tam gdzie inni zawodzą.

## Bohaterowie

### Główni
- Worick Arcangelo (jap. ウォリック・アルカンジェロ Worikku Arukanjero)

Seiyū: Jun’ichi Suwabe, Ayumu Murase (dziecko) 
- Nicolas Brown (jap. ニコラス・ブラウン Nikorasu Buraun)

Seiyū: Kenjirō Tsuda, Natsuki Hanae (dziecko) 
- Alex Benedetto (jap. アレックス・ベネデット Arekkusu Benedetto)

Seiyū: Mamiko Noto 

### Poboczni
- Dr Theo (jap. テオ Teo)

Seiyū: Satoshi Mikami 
- Nina (jap. ニナ)

Seiyū: Aoi Yūki 
- Chad Adkins (jap. チャド・アトキンス Chado Atokinsu)

Seiyū: Tetsuo Kanao 
- Daniel Monroe (jap. ダニエル・モンロー Danieru Monrō)

Seiyū: Katsuhisa Hōki 
- Delico (jap. デリコ Deriko)

Seiyū: Kana Ueda 
- Sir Gina Paulklee (jap. ジーナ・パウルクレイ Jīna Paurukurei)

Seiyū: Yoshiko Sakakibara 
- Ginger (jap. ジンジャー Jinjā)

Seiyū: Mikako Komatsu 
- Doug (jap. ダグ Dagu)

Seiyū: Hiroyuki Yoshino 
- Joel Raveau (jap. ョエル・ラヴォー Joeru Rabō)

Seiyū: Masako Isobe 
- Uranos Corsica (jap. ウラノス・コルシカ Uranosu Korushika)

Seiyū: Hideyuki Umezu 
- Constance Raveau (jap. コンスタンス・ラヴォー Konsutansu Ravō)

Seiyū: Ami Koshimizu 

## Manga
Pierwszy rozdział mangi został opublikowany w marcu 2011 roku w magazynie „Gekkan Comic @BUNCH”. W listopadzie 2015 jej publikacja została wstrzymana z powodu stanu zdrowia Kohske. W styczniu 2016 autorka zamieściła na Twitterze informację, że przygotowuje się do wznowienia serii. Publikacja mangi została wznowiona 20 maja 2017. Pierwszy tom tankōbon ukazał się 8 lipca 2011, natomiast według stanu na 9 maja 2018, do tej pory wydano 8 tomów.
Polski przekład mangi ukazuje się nakładem wydawnictwa Waneko.
| Nr | Język japoński      | Język japoński         | Język polski         | Język polski           |
| Nr | Data wydania        | ISBN                   | Data wydania         | ISBN                   |
| -- | ------------------- | ---------------------- | -------------------- | ---------------------- |
| 1  | 8 lipca 2011        | ISBN 978-4-10-771625-5 | 26 lutego 2016       | ISBN 978-83-65229-61-8 |
| 2  | 7 stycznia 2012     | ISBN 978-4-10-771646-0 | 25 kwietnia 2016     | ISBN 978-83-65229-62-5 |
| 3  | 9 lipca 2012        | ISBN 978-4-10-771667-5 | 25 czerwca 2016      | ISBN 978-83-65229-63-2 |
| 4  | 9 lutego 2013       | ISBN 978-4-10-771694-1 | 25 sierpnia 2016     | ISBN 978-83-65229-64-9 |
| 5  | 9 października 2013 | ISBN 978-4-10-771719-1 | 25 października 2016 | ISBN 978-83-65229-65-6 |
| 6  | 9 lipca 2014        | ISBN 978-4-10-771754-2 | 15 grudnia 2016      | ISBN 978-83-65229-66-3 |
| 7  | 9 lipca 2015        | ISBN 978-4-10-771826-6 | 24 lutego 2017       | ISBN 978-83-65229-67-0 |
| 8  | 9 maja 2018         | ISBN 978-4-10-772081-8 | 14 listopada 2018    | ISBN 978-83-8096-481-5 |

Spin-off, zatytułowany Gangsta:Cursed.: EP_Marco Adriano, ukazywał się w magazynie „Quarterly Comic Go Go Bunch” od 9 kwietnia 2014 do 9 lutego 2018. Seria została zilustrowana przez Syuheia Kamo i skupia się na pracowniku mafii Marco Adriano, postaci z oryginalnej mangi. Manga została zebrana w 5 tankōbonach, wydanych między 9 lipca 2015 a 9 maja 2018.
| Nr | Data wydania (język japoński) | ISBN (język japoński)  |
| -- | ----------------------------- | ---------------------- |
| 1  | 9 lipca 2015                  | ISBN 978-4-10-771828-0 |
| 2  | 9 stycznia 2016               | ISBN 978-4-10-771868-6 |
| 3  | 8 października 2016           | ISBN 978-4-10-771923-2 |
| 4  | 9 czerwca 2017                | ISBN 978-4-10-771985-0 |
| 5  | 9 maja 2018                   | ISBN 978-4-10-772080-1 |

## Anime
Adaptacja w formie anime została ogłoszona wraz z premierą 6 tomu mangi. Później potwierdzono, że będzie to serial telewizyjny wyprodukowany przez studio Manglobe, który był ich ostatnim projektem przed bankructwem. Serial został wyreżyserowany przez Shūkō Murase i Kōichiego Hatsumiego, scenariusz napisał Shinichi Inotsume, postacie zaprojektował Yōichi Ueda, a muzykę skomponował Tsutchie. Motywem otwierającym jest „Renegade” w wykonaniu STEREO DIVE FOUNDATION, końcowym zaś „Yoru no kuni” (jap. 夜の国) autorstwa Annabel. Seria była emitowana od 1 lipca do 27 września 2015 w stacjach ABC, Tokyo MX, TV Aichi i BS11.

### Lista odcinków
| №  | Tytuł             | Premiera         |
| -- | ----------------- | ---------------- |
| 1  | Naughty Boys      | 1 lipca 2015     |
| 2  | Hundemarken       | 8 lipca 2015     |
| 3  | Ergastulum        | 15 lipca 2015    |
| 4  | Nonconformist     | 22 lipca 2015    |
| 5  | Sanctions         | 2 sierpnia 2015  |
| 6  | Thorn             | 9 sierpnia 2015  |
| 7  | Birth             | 16 sierpnia 2015 |
| 8  | Evening Dress     | 23 sierpnia 2015 |
| 9  | Siblings          | 30 sierpnia 2015 |
| 10 | Land of Confusion | 13 września 2015 |
| 11 | Absence           | 20 września 2015 |
| 12 | Odds and Ends     | 27 września 2015 |

## Powieść
Na podstawie serii powstała oryginalna powieść autorstwa Jun’ichiego Kawabaty, która została wydana 1 sierpnia 2015.